# 칠레해
칠레해(스페인어: Mar Chileno)는 태평양의 일부로, 칠레 본토 서쪽에 있다. 칠레해에 대한 공식적인 칠레 용어는 1974년 5월 30일 칠레 공화국의 일기장(스페인어: Diario oficial de la Republica de Chile)에서 "국가 영토의 해안을 둘러싸고 있거나 해안에 닿는 해역은 칠레해로 알려져야 한다."고 선언한 최고 법령 #346을 발표했을 때 정의되었다.